# فرز پانتوگراف

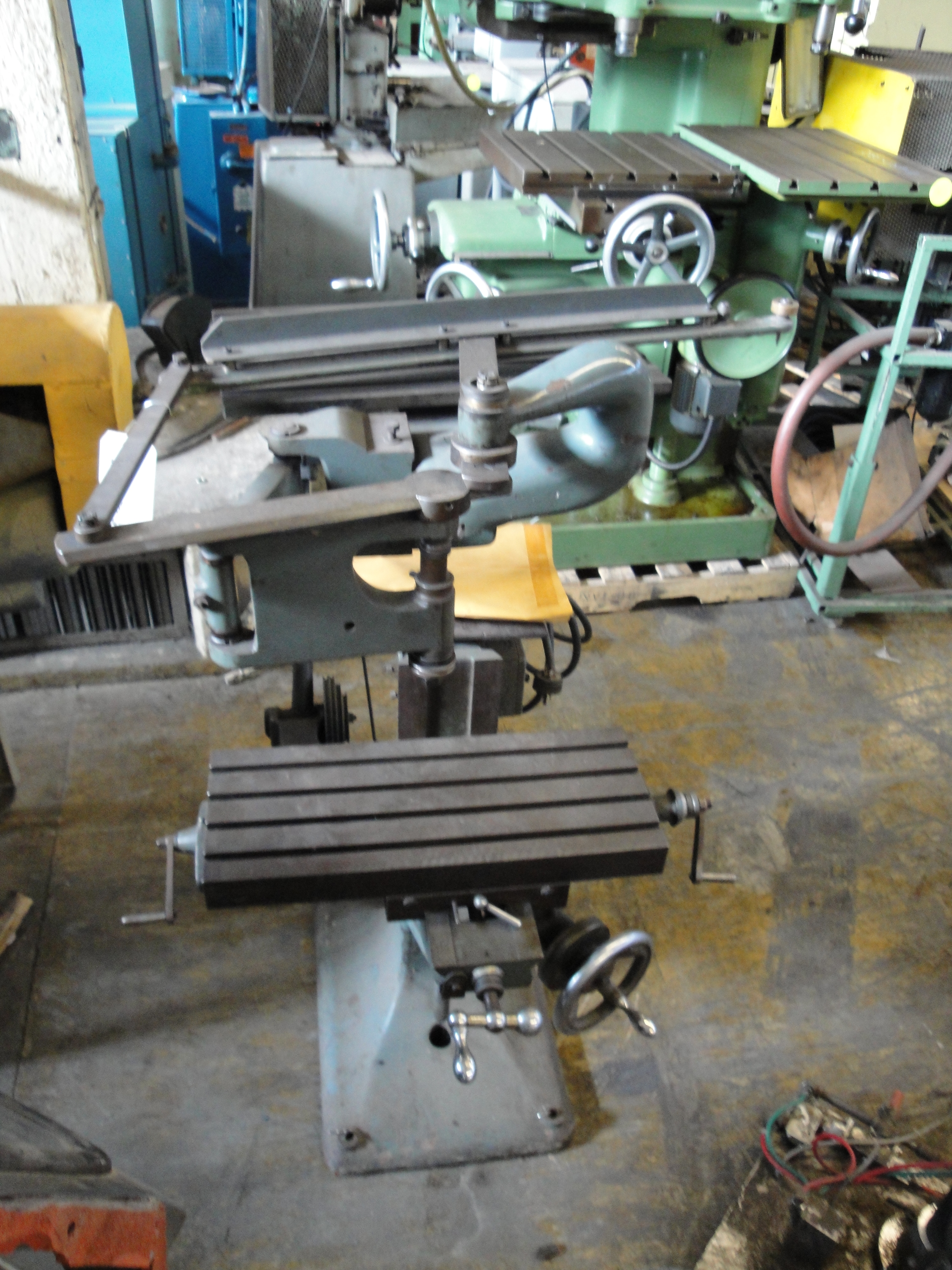
دستگاه فرز پانتوگراف

ماشین‌های فرز پانتوگراف (به انگلیسی: Pantograph milling machine) یا فرز کپی یا مشابه نگار برای کپی سازی شکل‌های نامنظم، شابلن‌ها یا اشکال غیر هندسی مدل‌ها بر روی قطعات کار مورد استعمال دارند آن‌ها، هم در کارهای تولیدی و همچنین در قالب سازی‌های گوناگون به کار گرفته می‌شوند. در ماشین‌های پانتوگراف مواردی که از اهمیت خاصی برخوردار است جنس میله‌های پانتوگراف است که باید دارای انعطاف‌پذیری خوبی باشد و در برابر کج شدن و انحراف مقاوم باشد همچنین میزان سختی و تیزی نوک قلم لمس‌کننده از اهمیت زیادی برخوردار است و دامنه درجه حرارتی محیطی سایتی که این ماشین‌ها داخل آن قرار دارند در حدود ۵۰–۰ می‌باشد و میزان رطوبت می‌تواند بیشتر از % ۱۰۰ باشد. پس بنابراین هوایی که انتظار می‌رود نباید خیلی خشک باشد و همچنین این ماشین‌ها در مناطق گرمسیری به راحتی کار می‌کنند بدون آنکه هیچ مشکلی و تأثیری روی تجهیزات داشته باشند.

## نگارخانه

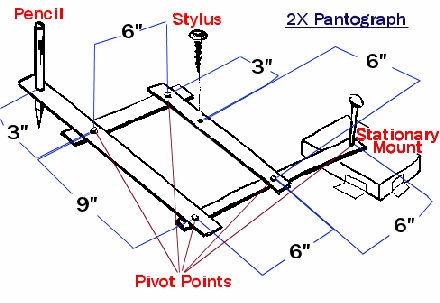
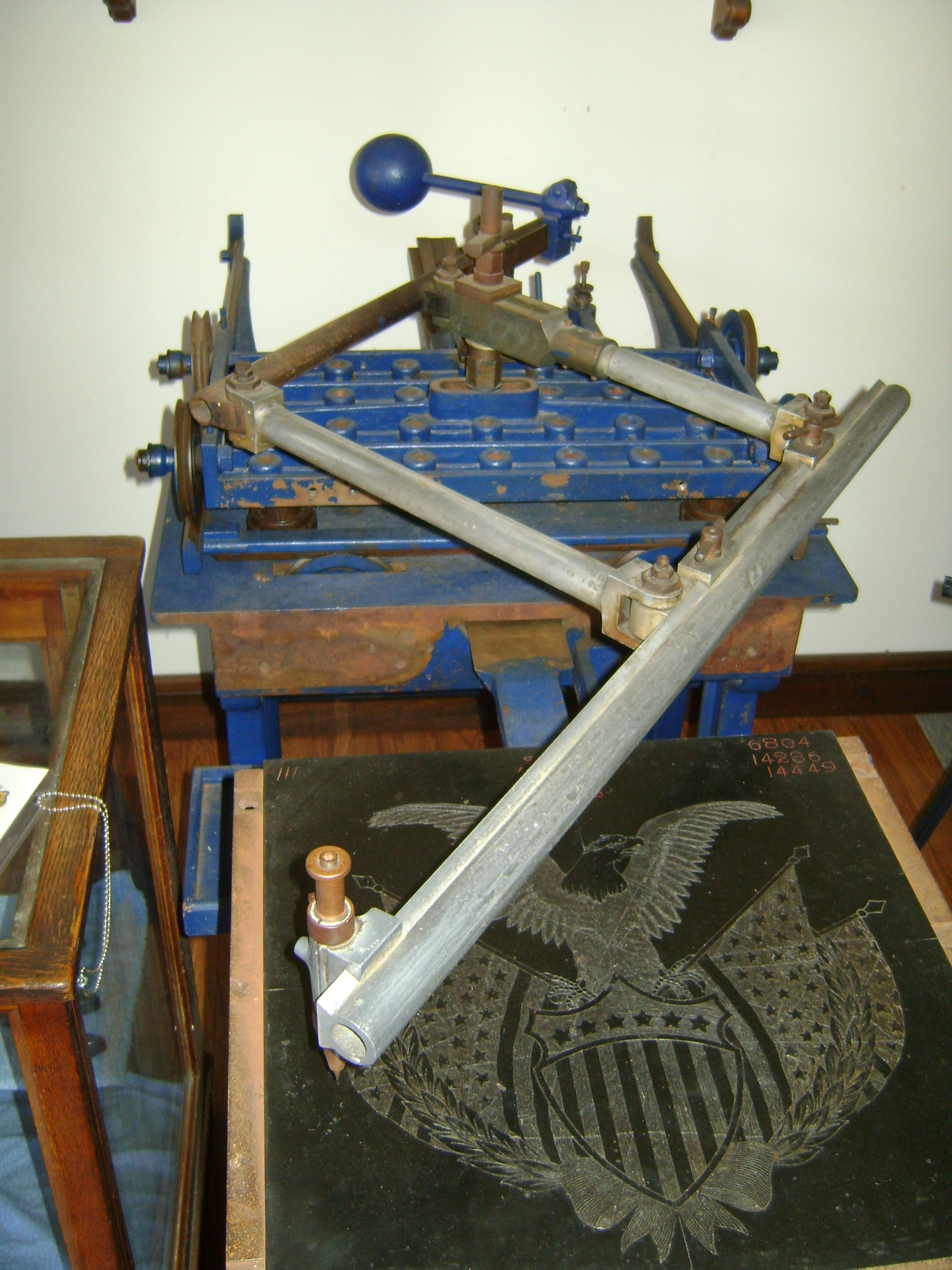